# Jaakko Hintikka
Kaarlo Jaakko Juhani Hintikka (Vantaa, 12 de janeiro de 1929 – Porvoo, 12 de agosto de 2015) foi um filósofo e lógico finlandês.

## Biografia
Hintikka nasceu em Helsingin maalaiskunta (agora Vantaa).
Em 1953, ele obteve seu doutorado pela Universidade de Helsinque para uma tese intitulada Distributive Normal Forms in the Calculus of Predicates.
Depois de ensinar por alguns anos na Universidade do Estado da Flórida, Universidade Stanford, Universidade de Helsinque, e Academia da Finlândia, ele terminou a sua carreira como Professor de filosofia na Universidade de Boston. Prolífico autor ou co-autor de mais de 30 livros e mais de 300 artigos acadêmicos, Hintikka contribuiu para a lógica matemática, lógica filosófica, a filosofia da matemática, epistemologia, filosofia da linguagem e a filosofia da ciência. Seus trabalhos já apareceram em mais de nove idiomas.
Hintikka é considerado o fundador da lógica epistémica formal e da Lógica do diálogo. Logo no início de sua carreira, ele elaborou uma semântica da lógica modal essencialmente análoga à semântica de Kripke, e descobriu o tableau semântico, independentemente de Evert Willem Beth, método amplamente ensinado. Mais tarde, trabalhou principalmente na semântica de jogos (game semantics), e em lógica de independência amigável, conhecida por seus "quantificadores de ramificação", que ele acreditava fazer melhor jus para intuições sobre quantificadores do que o convencional, a lógica de primeira ordem. Ele fez importantes obras exegéticas sobre Aristóteles, Immanuel Kant, Wittgenstein, e Charles Sanders Peirce. O trabalho de Hintikka pode ser visto como uma continuação da tendência analítica na filosofia fundada por Franz Brentano e Peirce, avançada por Gottlob Frege e Bertrand Russell, e que continuou por Rudolf Carnap, Willard Van Orman Quine, e pelo professor de Hintikka, Georg Henrik von Wright. Por exemplo, em 1998, ele escreveu The Principles of Mathematics Revisited, que assume uma postura exploratória comparável ao que Russell realizou em, The Principles of Mathematics , em 1903.
O professor Hintikka era estudante de G. H. von Wright. Hintikka também foi Junior Fellow na Universidade de Harvard (1956–1959), e ocupou várias posições acadêmicas na Universidade de Helsínquia, na Academia da Finlândia, na Universidade do Estado da Flórida e, finalmente, na Universidade de Boston, a partir de 1990 até sua morte.
Hintikka foi editor da revista acadêmica Synthese de 1962 a 2002, e foi editor consultor em mais de dez publicações. Foi o primeiro vice-presidente da Federação Internacional das Sociedades de Filosofia, vice-presidente do Instituto Internacional de Filosofia (1993–1996), bem como um membro da Associação Filosófica Americana, da União Internacional de História e Filosofia da Ciência, Association for Symbolic Logic, e um membro do conselho de administração da Associação de Filosofia da Ciência. Em 2005, ele ganhou o prêmio Rolf Schock em lógica e filosofia "por suas contribuições pioneiras pela análise lógica de conceitos modais, em particular os conceitos de conhecimento e de crença". Em 1985, foi presidente da Associação Filosófica da Flórida.
Ele era membro da Academia Norueguesa de Literatura e Ciências.

## Livros selecionados
Bibliografia, por Auxier e Hahn (2006).
- Principal
  - 1962. Knowledge and Belief – An Introduction to the Logic of the Two Notions ISBN 1-904987-08-7
  - 1969. Models for Modalities: Selected Essays ISBN 978-90-277-0598-3
  - 1975. The intentions of intentionality and other new models for modalities  ISBN 978-90-277-0634-8
  - 1976. The semantics of questions and the questions of semantics: case studies in the interrelations of logic, semantics, and syntax ISBN 978-95-1950-535-0
  - 1989. The Logic of Epistemology and the Epistemology of Logic ISBN 0-7923-0040-8
  - 1996. Ludwig Wittgenstein: Half-Truths and One-and-a-Half-Truths ISBN 0-7923-4091-4
  - 1996. Lingua Universalis vs Calculus Ratiocinator ISBN 0-7923-4246-1
  - 1996. The Principles of Mathematics Revisited ISBN 0-521-62498-3
  - 1998. Paradigms for Language Theory and Other Essays ISBN 0-7923-4780-3
  - 1998. Language, Truth and Logic in Mathematics ISBN 0-7923-4766-8
  - 1999. Inquiry as Inquiry: A Logic of Scientific Discovery ISBN 0-7923-5477-X
  - 2004. Analyses of Aristotle ISBN 1-4020-2040-6
  - 2007. Socratic Epistemology: Explorations of Knowledge-Seeking by Questioning ISBN 978-0-521-61651-5
- Secundário
  - Auxier, R. E., e Hahn, L., eds., 2006. The Philosophy of Jaakko Hintikka (The Library of Living Philosophers).  Open Court. Inclui uma bibliografia completa das publicações de Hintikka. ISBN 0-8126-9462-7
  - Bogdan, Radu, ed. 1987 Jaakko Hintikka, Kluwer Academic Publishers ISBN 90-277-2402-4
  - Daniel Kolak, 2001, On Hintikka, Wadsworth ISBN 0-534-58389-X
  - Daniel Kolak e John Symons, eds., 2004 Quantifiers, Questions and Quantum Physics: Essays on the Philosophy of Jaakko Hintikka, Springer ISBN 1-4020-3210-2